# Aleksandr Beliavski
Aleksandr Guenrikhovitx Beliavski (en rus: Александр Генрихович Белявский; en ucraïnès: Олександр Белявський), nascut el 17 de desembre de 1953 a Lviv, a l'RSS d'Ucraïna (URSS), és un jugador d'escacs eslovè, que ha jugat anteriorment sota bandera soviètica i ucraïnesa. Té el títol de Gran Mestre des de 1975.
A les darreries dels anys 1970 i començaments dels anys 1980, fou un dels millors jugadors mundials, i era considerat un candidat potencial al títol de Campió del món, però l'ascensió de la nova estrella Garri Kaspàrov acabà amb les seves esperances.
El 1996, va anar a viure a Eslovènia, i des de llavors representa aquest país en competicions internacionals.
A la llista d'Elo de la FIDE del setembre de 2015, hi tenia un Elo de 2622 punts, cosa que en feia el jugador número 2 (en actiu) d'Eslovènia. El seu màxim Elo va ser de 2679 punts, a la llista de juliol de 2004 (posició 31 al rànquing mundial).

## Carrera escaquística
El 1968, als 14 anys, va fer una norma de Mestre Internacional al torneig de Vílnius i, un any més tard, fou 3r al torneig júnior de Groningen (en què era el participant més jove), per darrere d'András Adorján i Ljubomir Ljubojević.
El 1973, va guanyar el Campionat del món júnior celebrat a Teesside. A finals del mateix any, fou seleccionat per participar enl Campionat de l'URSS.

### Campionats de la Unió Soviètica
Alexandr Beliavski va guanyar el Campionat de la Unió Soviètica, el torneig nacional més fort del món, quatre cops, i hi participà en 14 finals absolutes. El 1973, a Moscou, en la seva primera participació, va patir una gran decepció, ja que tot i que era un dels més forts torneigs de tota la història de la competició, acabà en última posició, amb +2 -10 =5.
L'any següent, el 1974, a Leningrad, es va recuperar, compartint el primer lloc i el títol amb Mikhaïl Tal (+6 -2 =7).
A Vílnius, el desembre de 1980 i gener de 1981, acabà igualment primer ex æquo i compartí el títol amb Lev Psakhis (+6 -2 =9).
El 1987, a Minsk, fou novament 1r ex æquo amb Valeri Sàlov (+7 -2 =8), i guanyà el títol després d'un matx de desempat (+2 =2).
La seva darrera participació es produí al penúltim campionat de l'URSS, el 1990 a Leningrad, i la seva 1a-4a plaça (+5 -1 =7) li permeté de compartir el títol amb Leonid Yudasin, Ievgueni Baréiev i Aleksei Vijmanavin, tots ells empatats a punts (8½/11).

### Torneigs interzonals, i torneigs i matxs de Candidats
Aleksandr Beliavski va participar en quatre Interzonals:

#### 1982-1993
El 1982, en la seva primera aparició a aquest nivell, es va classificar pels matxs de Candidats en quedar segon a l'Interzonal de Moscou (+7 -2 =3).
El 1983, va tenir la mala sort de trobar-se un imparable Garri Kaspàrov als quarts de final, i fou eliminat (+1 -4 =4).
A Tunis, el 1985, hi fou novament segon (+7 -1 =8) i s'hi va guanyar el dret de disputar el Torneig de Candidats següent. El 1985, l'organització del cicle havia previst un torneig que classificaria quatre jugadors per trobar-se amb Anatoli Kàrpov als matxs de Candidats. El torneig se celebrà a Montpeller, i Beliavski hi acabà empatat a la 6a-7a posició (+2 -1 =12).
Posteriorment, ja no va reeixir a classificar-se més per a les fases finals del cicle mundial. A Szirak, el 1987, hi havia quatre places classificatòries, i hi fou 5è (+7 -2 =8). El 1993, dins el cicle de la PCA, fou 22è al torneig classificatori de Groningen, que es jugà per sistema suís, amb 54 jugadors.

#### Matxs de Candidats FIDE (1997 i 1999)
El 1997, a Groningen dins el cicle de matxs de Candidats de la FIDE per determinar el futur adversari d'Anatoli Kàrpov, eliminà successivament Jan Timman (+1 =1) i Serguei Rublevski (=2 i +1 =1) abans de caure contra Nigel Short (+1 -2 i =1).
El 1999, a Las Vegas també al cicle del Campionat del món de la FIDE, va batre Hicham Hamdouchi (+1 =1) però fou posteriorment eliminat altre cop per Nigel Short (-1 =1).
A finals de 2005, va participar en la Copa del món de 2005 a Khanti-Mansisk, un torneig classificatori per al cicle del Campionat del món de 2007, on tingué una mala actuació i fou eliminat en primera ronda per Baadur Jobava.

### Competicions per equips

#### Olimpíades d'escacs
Igualment com molts altres jugadors de l'antiga Unió Soviètica, Beliavski ha defensat els colors de tres països diferents.

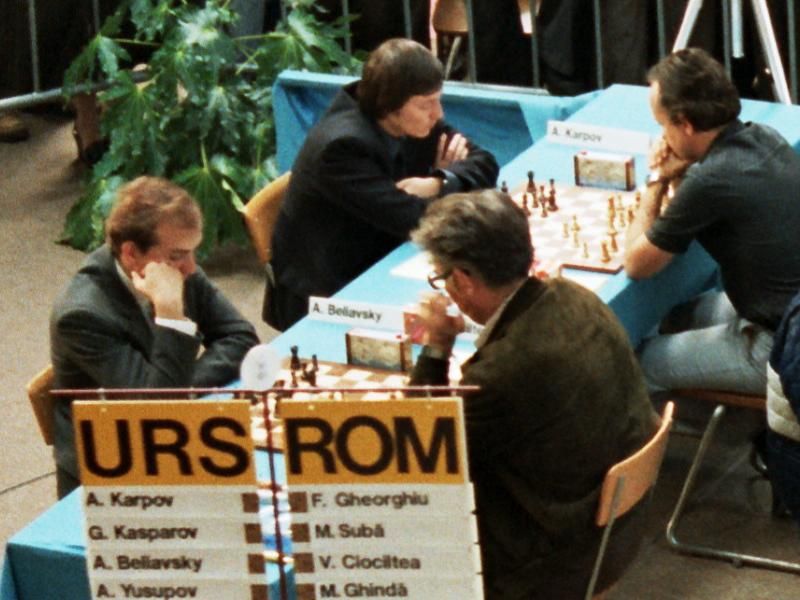
Matx URSS-Romania, a l'olimpíada de Luzerna 1982. A l'esquerra de la foto, Beliavski. A la seva esquerra, el seu company d'equip soviètic Anatoli Kàrpov.

Ha participat en quatre edicions de les olimpíades d'escacs amb la Unió Soviètica, i en les quatre ocasions va guanyar la medalla d'or:
- 1982 - Luzerna 4t tauler (+5 -1 =4) - Medalla de Bronze
- 1984 - Tessalònica: 1r tauler (+7 -1 =2) - Medalla de Bronze
- 1988 - Tessalònica: 4t tauler (+5 -1 =4)
- 1990 - Novi Sad: 3r tauler (+4 =6)

Després de la desaparició de l'URSS, va representar Ucraïna en una ocasió:
- 1992 - Manila: 2n tauler (+3 -2 =7)

Des del 1996, juga en representació d'Eslovènia
- 1996 - Erevan: (+7 =7)
- 1998 - Elistà: (+7 -2 =3)
- 2000 - Istanbul: (+2 =3)
- 2002 - Bled: (+5 -4 =3)
- 2004 - Calvià: (+5 -2 =5)
- 2006 - Torí: (+5 -2 =3)
- 2008 - Dresden: (+3 =7)
- 2010 - Khanti-Mansisk: (+1 =4 -4)

#### Campionat d'Europa per equips nacionals
Com a les olimpíades, també ha jugat sota tres banderes diferents en els Campionats d'Europa de seleccions.
Començà amb la Unió Soviètica durant dues edicions en què va guanyar la medalla d'or:
- 1983 - Plòvdiv: 5è tauler d'escacs (+2 -1 =3)
- 1989 - Haifa: 2n tauler (+2 -1 =4)

Després va jugar una vegada per Ucraïna, que va guanyar la medalla d'argent:
- 1992 - Debrecen: 2n tauler (=7)

Posteriorment, va jugar com a primer tauler d'Eslovènia:
- 1997 - Pula: (+3 -2 =3),
- 1999 - Batum: (+4 -1 =4),
- 2001 - Lleó: (+2 -1 =4)
- 2003 - Plòvdiv: (+2 -1 =6),
- 2005 - Göteborg (-2 =6),
- 2007 - Heraklion: (+2 -2 =4)
- 2009 - Novi Sad: (+2 -1 =6)

#### D'altres competicions per equips
Campionat del Món per equips:
Va jugar només les dues primeres edicions a Lucerna amb l'equip de l'URSS:
- 1985 - 5è tauler (+4 -2 =2) - Medalla d'argent
- 1989 - 2n tauler (+4 =2) - Medalla d'or

Campionat del Món d'estudiants per equips:
Beliavski participà en les tres últimes edicions d'aquesta competició, sempre amb victòria de l'URSS.
- 1974 - Teesside: 3r tauler (+5 =4)
- 1976 - Caracas: 3r tauler (+6 =1) - Medalla d'or
- 1977 - Mèxic: 4t tauler (+9 =1) - Medalla d'or

Matxs URSS contra la Resta del Món:
Va ser seleccionat per al matx de Londres de 1984 i jugà de 6è tauler, contra Yasser Seirawan (+2) i Bent Larsen (+1 =1). El 1988 a Madrid, va puntuar 4 de 8 (+3 -3 = 2) contra vuit oponents diferents.

### Torneigs
El seu primer gran èxit va ser a Tilburg, el 1981, on hi fou primer per davant de Tigran Petrossian, Lajos Portisch, Jan Timman, Ljubomir Ljubojević, Ulf Andersson, Garri Kaspàrov, Borís Spasski, Bent Larsen i Robert Hübner. Fou 2n (empatat) a Tilburg 1984 (el campió fou Miles).
A més a més, ha guanyat d'altres importants torneigs, com ara: 
- Sarajevo (1982)
- Wijk aan Zee (1984 i 1985)
- Londres (1985)
- Sotxi (1986)
- Tilburg (1988)
- Múnic (1990)
- Amsterdam (1990)
- Belgrad (1993)
- Memorial Rubinstein, Polanica-Zdrój (1996)[16]

El març de 2010 fou primer a la Gotth'Art Kupa a Szentgotthárd, per davant de Lajos Portisch i Richard Rapport.
El 2013 empatà als llocs 1r–10è amb Oleksandr Moissèienko, Ievgueni Romànov, Constantin Lupulescu, Hrant Melkumian, Francisco Vallejo Pons, Serguei Movsessian, Ian Nepómniasxi, Aleksei Dréiev i Ievgueni Alekséiev al campionat d'Europa individual celebrat a Legnica, Polònia.

## Entrenador
A banda de la seva activitat com a jugador, també ha assistit, com a segon, en Garri Kaspàrov, el 1993, durant el seu matx pel Campionat del món de la PCA contra en Nigel Short, i posteriorment, Aleksandr Morozévitx durant el Campionat del món de la FIDE de 2005.
D'altra banda, també entrena el Gran Mestre alemany Arkadij Naiditsch.

## Estil de joc
En Beliavski és particularment conegut pel seu estil de joc sense compromís, que l'ha dut a perdre un elevat nombre de partides per un jugador del seu nivell. Té un repertori basat en obertures clàssiques, entre les quals destaquen el gambit de dama, la Ruy López i la defensa francesa.

## Partides notables
Alexandr Beliavski – Bent Larsen, Tilburg, 1981.
1.e4 c6 2.d4 d5 3.Cc3 dxe4 4.Cxe4 Af5 5.Cg3 Ag6 6.h4 h6 7.Cf3 Cd7 8.h5 Ah7 9.Ad3 Axd3 10.Dxd3 Cgf6 11.Af4 e6 12.0-0-0 Ae7 13.Ce5 a5 14.The1 a4 15.Cg6 Cd5 16.Cf5 Af8 17.Ad6 Tg8 18.c4 Cb4 19.Dh3 fxg6 20.Txe6+ Rf7 21.hxg6+ Rxe6 22.Te1+ Ce5 23.Axe5 1-0
Alexandr Beliavski – Garri Kaspàrov, Moscou, Matx de Candidats, 1983.
1.d4 Cf6 2.c4 e6 3.Cc3 Ab4 4.e3 0-0 5.Ad3 c5 6.Cf3 d5 7.0-0 dxc4 8.Axc4 cxd4 9.exd4 b6 10.De2 Ab7 11.Td1 Axc3 12.bxc3 Dc7 13.Ad3 Dxc3 14.Ab2 Dc7 15.d5 Axd5 16.Axf6 gxf6 17.De3 Rg7 18.Tac1 Cc6 19.Ae4 Dd6 20.Axd5 exd5 21.Tc4 Dd7 22.Th4 Df5 23.Txd5 Ce5 24.h3 Tfe8 25.Cd4 Dg6 26.Df4 Tad8 27.Cf5+ Rh8 28.Txd8 Txd8 29.De4 Tc8 30.Rh2 Tc4 31.Da8+ Dg8 32.Dxa7 Txh4 33.Cxh4 Dg5 34.Da8+ Rg7 35.De4 h5 36.Cf5+ Rg6 37.Ce7+ Rh6 38.f4 1-0